# Ramazan Sal
Ramazan Sal (* 27. Juni 1985 in Samsun) ist ein türkischer ehemaliger Fußballspieler.

## Karriere
Sal kam 1985 in der nordtürkischen Hafenstadt Samsun auf die Welt und spielte hier in den Jugendmannschaften diverser Ortsvereine, u. a. bei dem Traditionsverein Samsunspor. Im Sommer 2005 wechselte er als Profispieler zum Drittligisten Hatayspor. Hier spielte er nur die Hinrunde der Saison 2004/06 und wechselte zur Rückrunde zu Muğlaspor. Auch diesen Verein verließ er zum Saisonende und ging zu İnegölspor.
Nach einer Saison bei İnegölspor erhielt er ein Angebot aus seiner Heimatstadt von dem damaligen Zweitligisten Samsunspor. Sal sagte zu und wechselte an die Schwarzmeerküste. Für diesen Verein spielte er lediglich eine Spielzeit und ging anschließend zum Istanbuler Drittligisten Pendikspor.
Bei Pendikspor spielte er eine überzeugende Saison und fiel mehreren Erstligisten, u. a. Bursaspor, auf. So wechselte er im Sommer 2009 zu diesem Verein. Hier gelang ihm den Sprung in die Stammelf nicht, so dass er entweder ausgeliehen wurde oder auf der Ersatzbank saß.
Zur Rückrunde der Saison 2011/12 wurde er an den Drittligisten Şanlıurfaspor abgegeben. Mit dieser Mannschaft feierte er am Saisonende die Meisterschaft der TFF 2. Lig und damit den direkten Aufstieg in die TFF 1. Lig.
In der Wintertransferperiode 2012/13 wechselte Sal zum Ligakonkurrenten Göztepe Izmir. Ausschlaggebend an diesem Wechsel war der Trainer von Göztepe, Kemal Kılıç. Mit diesem hatte Sal bereits bei Şanlıurfaspor erfolgreich zusammengearbeitet. Nachdem er mit Göztepe zum Saisonende den Klassenerhalt verfehlt hatte, verließ Sal diesen Verein und heuerte für die kommende Spielzeit beim Zweitligisten Ankaraspor an.
Zur Saison 2014/15 wechselte Sal zum westtürkischen Zweitligisten Karşıyaka SK und eine Saison später zu seinem früheren Verein Boluspor. Im Januar 2016 wechselte er zu seinem früheren Verein Şanlıurfaspor und kehrte bereits nach einer halben Saison zu Boluspor zurück. Hier blieb er nur eine halbe Saison und zog anschließend zum Drittligisten Sakaryaspor weiter. Seine letzte Station bildete ein zweijähriger Aufenthalt bei 52 Orduspor in der vierten Liga.

## Erfolge
Mit Şanlıurfaspor
- Meister der TFF 2. Lig und Aufstieg in die TFF 1. Lig: 2011/12